# Dagouagé
Dagouagé (auch: Dagouajé) ist ein Dorf in der Landgemeinde Koona in Niger.

## Geographie
Das von einem traditionellen Ortsvorsteher (chef traditionnel) geleitete Dorf befindet sich rund fünf Kilometer südöstlich des Hauptorts Koona der gleichnamigen Landgemeinde, die zum Departement Tessaoua in der Region Maradi gehört. Weitere Siedlungen in der Umgebung von Dagouagé sind Guidan Yaro im Nordosten und Toki im Osten.
Dagouagé ist Teil der Übergangszone zwischen Sahel und Sudan. Die durchschnittliche jährliche Niederschlagsmenge beträgt hier zwischen 400 und 500 mm.

## Bevölkerung
Bei der Volkszählung 2012 hatte Dagouagé 1198 Einwohner, die in 148 Haushalten lebten. Bei der Volkszählung 2001 betrug die Einwohnerzahl 769 in 106 Haushalten und bei der Volkszählung 1988 belief sich die Einwohnerzahl auf 753 in 104 Haushalten.
Die Bevölkerungsdichte in diesem Gebiet ist für nigrische Verhältnisse hoch.

## Wirtschaft und Infrastruktur
Das Gebiet der Ebenen im südlichen Teil der Region Maradi, in dem Dagouagé liegt, ist von einer anhaltenden Degradation der ackerbaulichen Flächen gekennzeichnet, die mit der hohen Bevölkerungsdichte in Zusammenhang steht. Es gibt eine Schule im Dorf.